# Storröstjärnen
Storröstjärnen är en sjö i Älvdalens kommun i Dalarna och ingår i Dalälvens huvudavrinningsområde. Sjön har en area på 0,13 kvadratkilometer och ligger 541 meter över havet.

## Delavrinningsområde
Storröstjärnen ingår i det delavrinningsområde (683220-137230) som SMHI kallar för Mynnar i Trängseldammen. Medelhöjden är 538 meter över havet och ytan är 48,13 kvadratkilometer. Det finns inga avrinningsområden uppströms utan avrinningsområdet är högsta punkten. Hornan som avvattnar avrinningsområdet har biflödesordning 2, vilket innebär att vattnet flödar genom totalt 2 vattendrag innan det når havet efter 421 kilometer. Avrinningsområdet består mestadels av skog (55 procent) och sankmarker (42 procent). Avrinningsområdet har 0,81 kvadratkilometer vattenytor vilket ger det en sjöprocent på 1,7 procent.